# René Collet
René Collet, née le 28 décembre 1930 à Fontcouverte-la-Toussuire et mort le 17 septembre 2007 à Thonon-les-Bains, est un skieur alpin français. Référence du ski alpin français dans les années 1950 dans les disciplines de vitesse, il prend part aux Jeux olympiques d'hiver en 1956 à Cortina d'Ampezzo où il dispute la descente aux côtés de Charles Bozon, Adrien Duvillard et André Simond.

## Palmarès

### Jeux olympiques
| Épreuve / Édition         | Descente | Slalom géant | Slalom |
| ------------------------- | -------- | ------------ | ------ |
| JO 1956 Cortina d'Ampezzo | Abandon  | —            | —      |

### Championnats du monde
| Épreuve / Édition         | Descente | Slalom géant | Slalom | Combiné |
| ------------------------- | -------- | ------------ | ------ | ------- |
| JO 1956 Cortina d'Ampezzo | Abandon  | —            | —      | —       |